# Accord de libre-échange entre Israël et l'Ukraine
L'accord de libre-échange entre Israël et l'Ukraine est un accord de libre-échange signé en janvier 2019 et entré en application le 1er janvier 2021. L'accord a été ratifié par le parlement ukrainien durant le premier semestre 2020.
L'accord réduit les droits de douane entre les deux pays sur un certain nombre de marchandise dont des produits agricoles